# Icaia ecphyla
Icaia ecphyla är en insektsart som beskrevs av Blocker 1983. Icaia ecphyla ingår i släktet Icaia och familjen dvärgstritar. Inga underarter finns listade i Catalogue of Life.